# Liolaemus dumerili
Liolaemus dumerili — вид ігуаноподібних ящірок родини Liolaemidae. Ендемік Аргентини. Вид названий на честь французького натураліста Андре-Марі-Констана Дюмеріля.

## Поширення і екологія
Liolaemus dumerili відомі з типової місцевості, розташованої поблизу містечка Сьєрра-Колорада, в провінції Ріо-Негро Вони живуть в чагарникових заростях, на висоті від 600 до 800 м над рівнем моря.